# Volkslied
Volkslied és una cançó popular alemanya. Les col·leccions més antigues de Volkslieder són les de Johann Ott, publicades a Nuremberg el 1534; la de Heinrich Finck, de 1536 i la de Georg Forster, de 1539 a 1556, també publicades a Nuremberg. De totes elles se'n conserven exemplars a les biblioteques de Múnic, Zwickau, Berlín i Leipzig. Comprenen cançons sagrades i profanes, tractades des de dues a sis parts. La col·lecció de cants més antiga de l'església luterana és l'Erfurter Enchiridioan, publicada el 1524, i de l'església catòlica l'himnari de Michale Vehe, de 1537. En les referides col·leccions hi figuren moltes melodies dels Minnesinger i dels famosos Mestres Cantaires de Nuremberg, tractats en l'estil contrapuntístic de l'època.

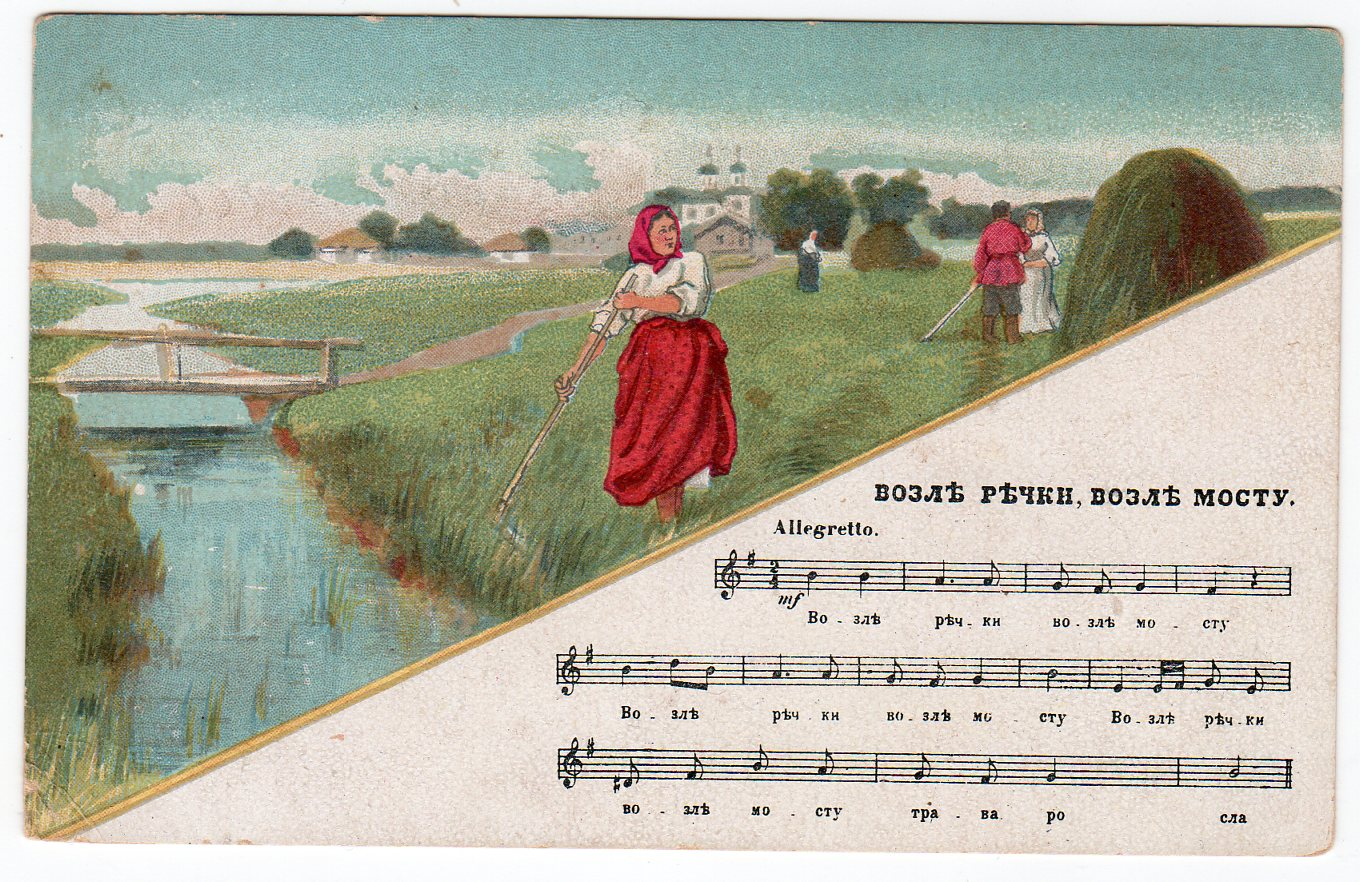
Prop del riu, prop del pont. Cançó popular russa. Postal prerevolucionària.

Les modernes cançons de Volkslied són nombroses. Les principals són:
- Arnold, Deutsche Volkslieder
- Becker, Lieder und Weisen vergangener Jahrkunderte (Leipzig, 1843-58)
- Die Tonwerke des 16ten und 17ten Jahrhundert (Leipzig, 1854)
- Böhme, Altdeutsches Liederbuch aus dem 12ten bis zum 17ten Jahrhundert (Leipzig, 1876), que és considerada com la millor obra publicada vers la cançó popular alemanya
- Johannes Brahms, Deutesche Volkslieder, a set parts
- Coussemaker, Chants populaires des Flamands de France (Gant, 1856)
- Eitner, Das Deutsche Lied des 15ten und 16ten Jahrhundert in Wort, Melodie und meherstimmigen Tonsatz (Berlín, 1876)
- Von der Hagen, Die Minnesinger, amb les melodies en notació antiga i moderna;Leipziger Commers-Buch, contenint les cançons dels estudiants alemanys (publicada a Leipzig, 1860)
- R. Von Liliencron i W. Stade, Die historichen Volkslieder der Deustchen von 13tenn bis 16ten Jahrhundert, gesammelt und erlauter, obra d'extraordinari mèrit (publicada a Leipzig, 1865-69)
- Reissmann, Das Deutsche Lied in seiner historischen Entwickelung
- C. Von Winterfeld, Der evangelische Kirchengesang und sein Verhäliniss zur Kunst der Tonsatzes
- Mautner, Alte Lieder und Weisen aus dem Salkammergut (1918)
- Aubry, Esquisse d'une bibliographie de la chanson populaire en Europe (195).